# Finally Enough Love: 50 Number Ones
Finally Enough Love: 50 Number Ones é um álbum de remixes da cantora estadunidense Madonna, lançado pela Warner Records em em 19 de agosto de 2022. Sua edição compacta, de 16 faixas, intitulada Finally Enough Love, teve pré-lançamento nos serviços de streaming em 24 de junho de 2022, enquanto a edição completa, com 50 faixas, e todos os formatos físicos, foram lançados em 19 de agosto de 2022. O álbum marca o recorde de Madonna alcançando 50 números um na parada americana da Billboard Dance Club Songs, a maior quantidade de números um de qualquer artista em qualquer parada da Billboard. O título deriva da letra de seu 50º número um, "I Don't Search I Find". Este é também o primeiro lançamento de uma campanha de relançamentos anos com a Warner, comemorando o 40º aniversário da carreira de Madonna.